# 斯托里 (加利福尼亞州)
斯托里（英語：Storey）是位於美國加利福尼亞州馬德拉縣的一個非建制地區。該地的面積和人口皆未知。

## 地理
斯托里的座標為36°58′27″N 120°01′09″W / 36.97417°N 120.01917°W，而該地的平均海拔高度為88米（即289英尺）。